# Dasht-e Lut

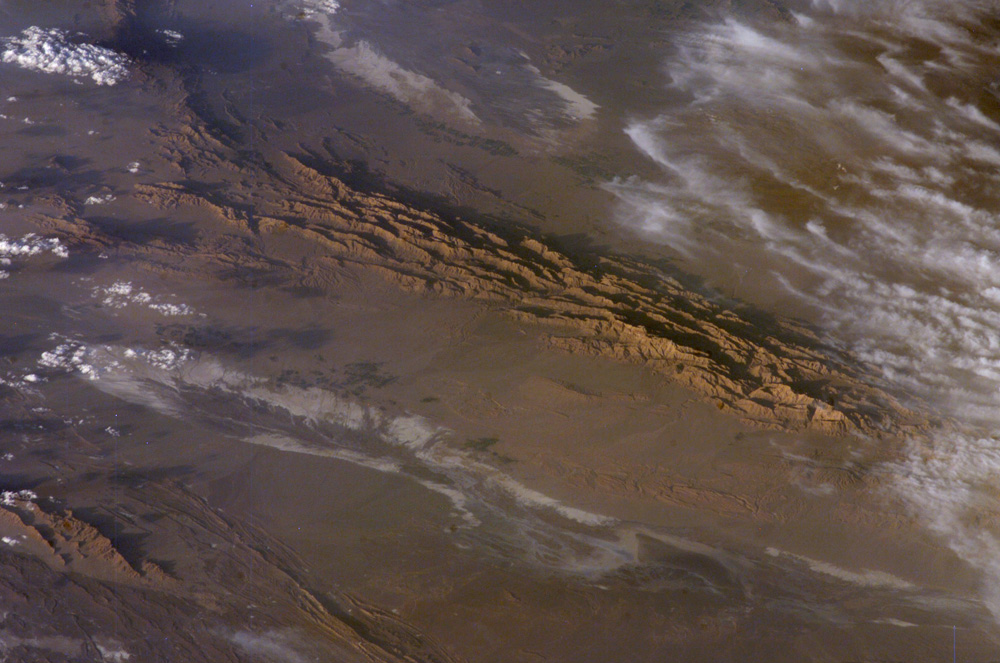
Dasht-e Lut

Dasht-e Lut är ett ökenområde i som ligger i provinserna Kerman och Sistan och Baluchistan i  sydöstra Iran. Den är världens 33e största öken och den finns med på Unescos världsarvslista sedan 17 juli 2016.

## Beskrivning
Iran är klimatmässigt en del av det afroasiatiska ökenbältet, som sträcker sig från Mauretanien hela vägen till Mongoliet.
Irans geografi består av en platå omgiven av berg och uppdelad i avrinningsområden. Dasht-e Lut är ett av de största av dessa avrinningsområden, 480 kilometer långt och 320 kilometer brett.
Öknens yta är cirka 51 800 kvadratkilometer, den största i Iran efter Dasht-e Kavir. Under vårens regnperiod rinner vatten kortvarigt ner från Kūh-e Hezār, men det torkar snart ut och lämnar bara kvar stenar, sand och salt.

## Arkeologi
Omkring 2500 f.Kr. existerade en blomstrande civilisation i detta område. Den antika staden Shahdād låg vid den västra kanten av Dasht-e Lut. Och på den östra sidan fanns en stor, 200 hektar stor, antik stad som idag kallas Shahr-e Sukhteh vid den tidigare, nu uttorkade Helmandfloden.
Dasht-e Lut är en viktig region för iransk arkeologi. Nyligen genomfördes en omfattande arkeologisk undersökning på den östra flanken av Kermanbergen och nära de västra utkanterna av Dasht-e Lut. Som ett resultat av den identifierades åttiosju antika platser från femte årtusendet f.Kr. till den sena islamiska eran. Tjugotre av dessa platser tillskrivs den kalkolitiska perioden och bronsåldern.

## Klimat

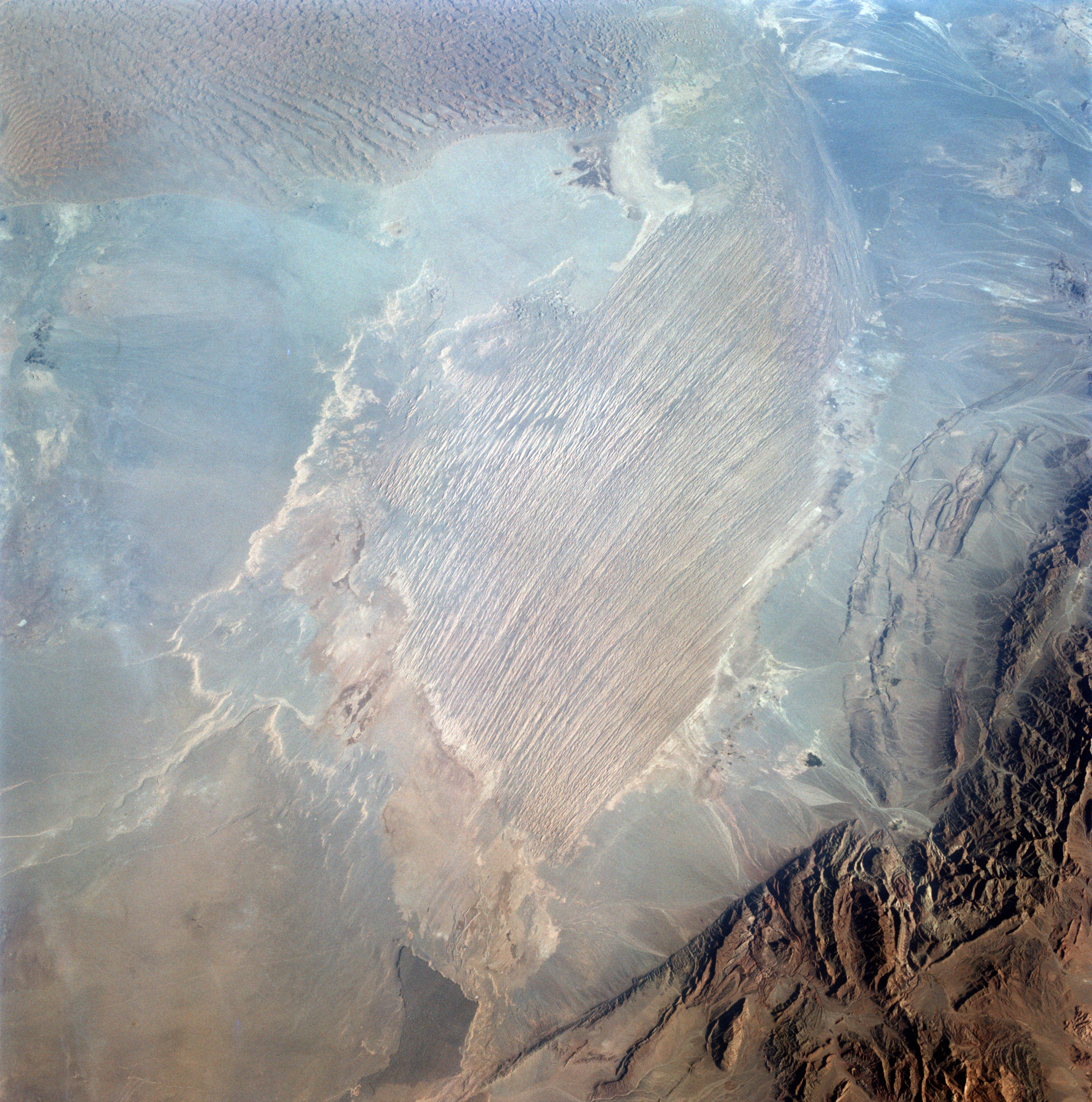
Regionen Namak-Zar i Dasht-e-Lut, från rymden

Den varmaste landytan på jorden som registrerats av Moderate-Resolution Imaging Spectroradiometer installerad på Nasas Aqua-satellit från 2003 till 2010 var i Dasht-e Lut, med markytetemperaturer som nådde 70,7 °C år 2005, även om lufttemperaturen vid den tiden kunde ha varit allt från 30 till 54 °C. Noggrannheten för dessa mätningar låg mellan 0,5 K och 1 K. År 2019 rapporterade författarna en markytetemperatur på 80,83 °C, baserat på nyare MODIS-data.
Från och med 2020 finns det inga permanenta väderstationer i Dasht-e Lut, vilket gör det exakta klimatet osäkert. Baserat på angränsande stationer får Dasht-e Lut sannolikt mindre än 30 millimeter nederbörd per år. Som jämförelse får Atacamaöknen i genomsnitt 15 mm nederbörd per år, medan vissa områden får så lite som 1 till 3 mm per år.